# Eospalax rothschildi
Eospalax rothschildi es una especie de roedor de la familia Spalacidae.

## Distribución geográfica
Es  endémica de China. 